# Sigottier
Sigottier est une commune française située dans le département des Hautes-Alpes, en région Provence-Alpes-Côte d'Azur.
Blotti dans le creux des falaises, au bord de l'Aiguebelle (Belle eau en provençal), Sigottier est un site classé surmonté par d'impressionnantes falaises : il est situé dans une cluse, un passage étroit creusé par l'eau dans les roches calcaires, ce qui lui donne un aspect très pittoresque. Il est dominé par le Rocher Saint Michel.
À quelques kilomètres à l'Est se trouve le petit hameau de la Montagne près du torrent d'Arron, dont la vallée s'étend d'Est en Ouest, et au nord se trouve le hameau du Forrest.
La commune est traversée par le GR94 - GR de Pays Autour du Grand Buëch.

## Géographie

### Géologie

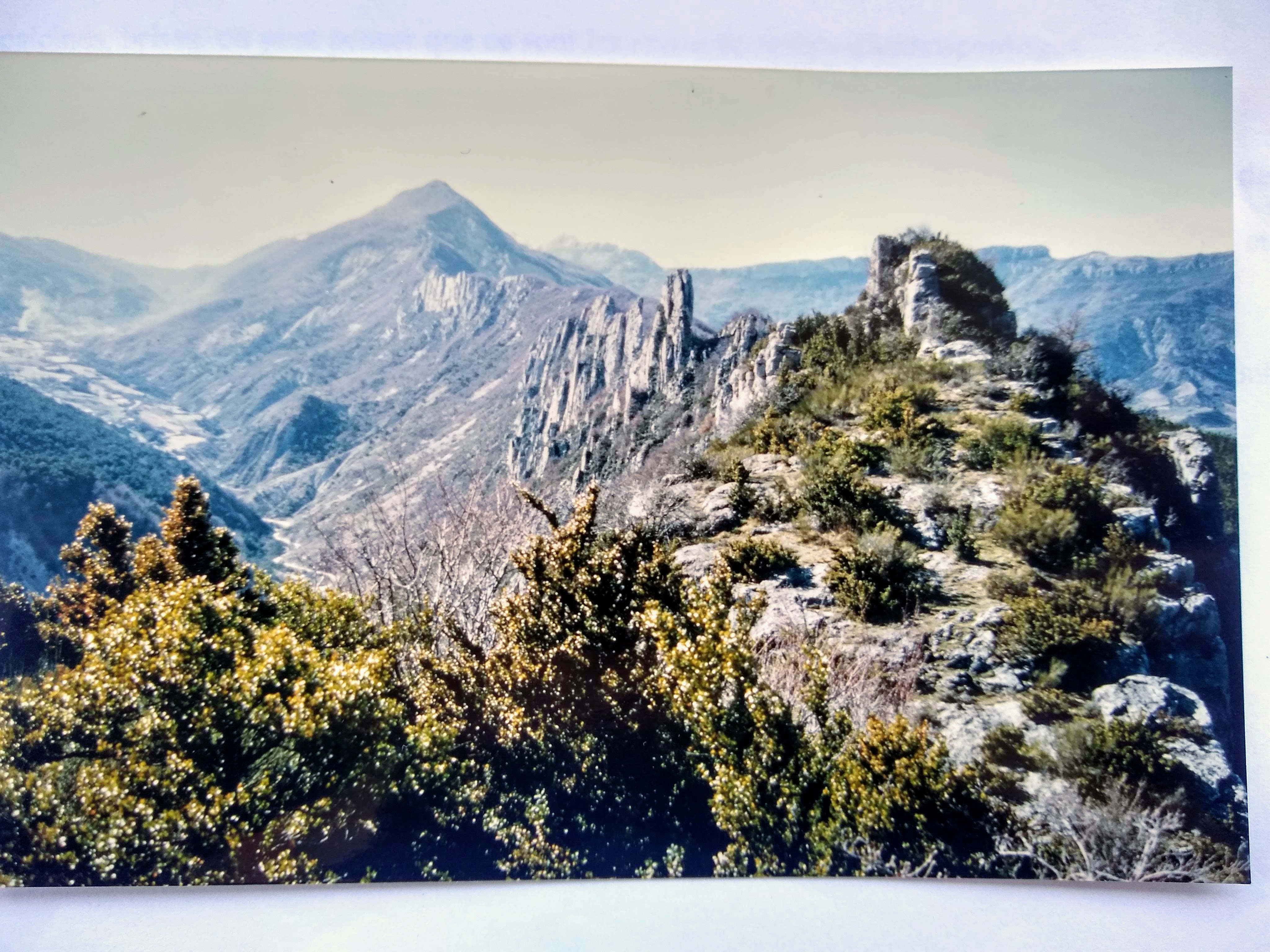
Crête dans le prolongement du rocher Saint-Michel.

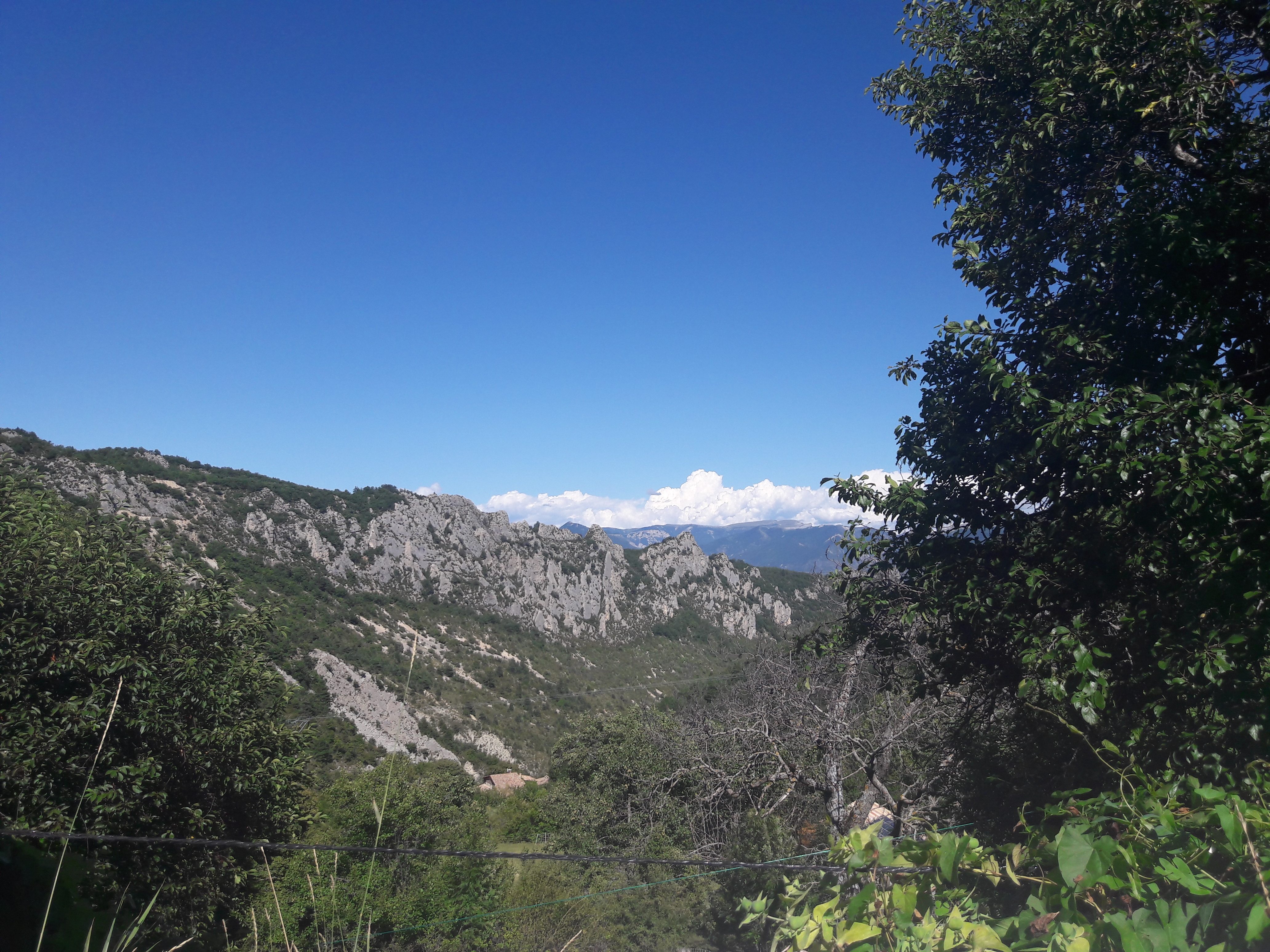
Vallée du torrent d'Arron à Sigottier.

Le village de Sigottier est construit au débouché aval d'une cluse qui est pratiqué par le torrent d'Aiguebelle. Il s'appuie sur le versant sud de la barre du Tithonique du flanc nord du synclinal de Montmorin, redressée à la verticale. L'érosion a spectaculairement découpé les bancs supérieurs, un peu moins massifs, de ces calcaires en une succession de clochetons qui sont de typiques chevrons de V topographiques.

L'Aiguebelle, formée par différents ravins, coule dans un pays argileux dont les schistes marneux sont en grande partie décomposés. La vallée, qui est calcaire à son origine, n'a ensuite que de l'argile dans tout son cours. 

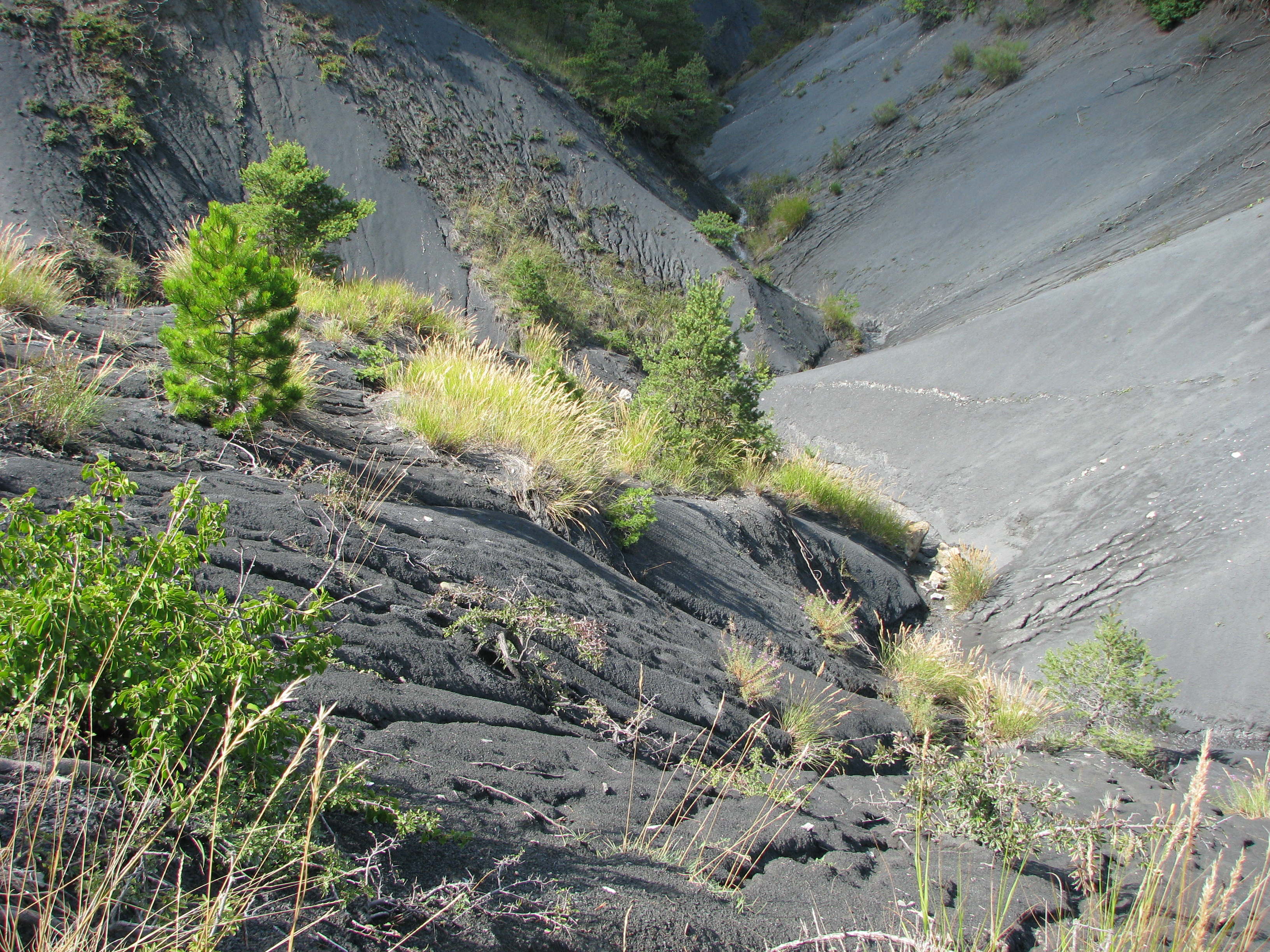
Paysage de Terres noires à Sigottier.

### Hydrographie
Le territoire de la commune de Sigottier est traversée par deux torrents de montagne : le torrent d'Aiguebelle, à l'origine des petites gorges reliant Sigottier à la commune de la Piarre ,et le torrent d'Arron prenant sa source au niveau du col d'Arron à l'ouest, affluent de l'aiguebelle. Le village de Sigottier se situe à la confluence de ces deux torrents. Le torrent d'Aiguebelle rejoint le Buëch peu avant la commune de Serres.

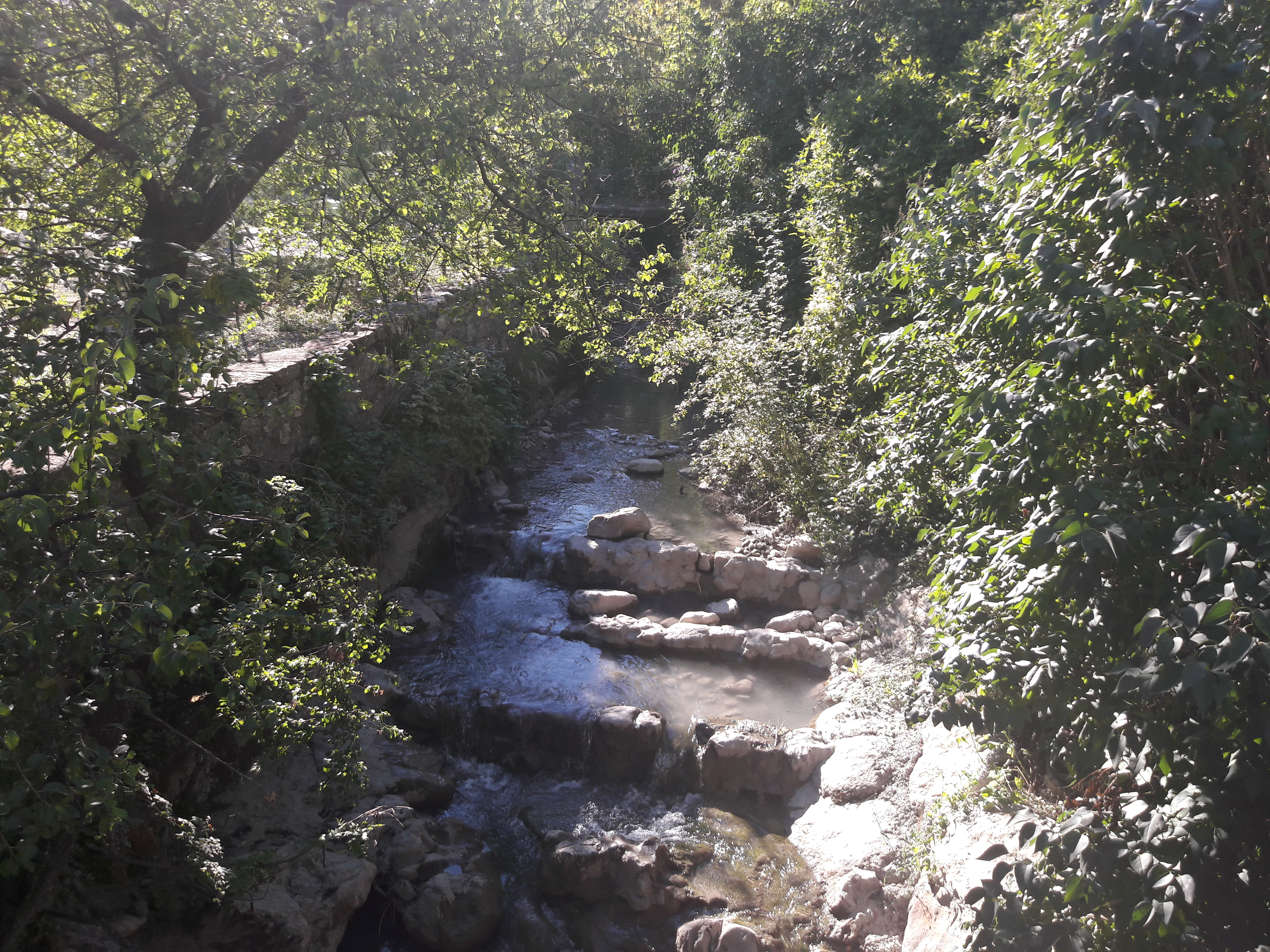
Le torrent d'Arron à Sigottier.

### Climat
Pour des articles plus généraux, voir Climat de Provence-Alpes-Côte d'Azur et Climat des Hautes-Alpes.
En 2010, le climat de la commune est de type climat des marges montargnardes, selon une étude du Centre national de la recherche scientifique s'appuyant sur une série de données couvrant la période 1971-2000. En 2020, Météo-France publie une typologie des climats de la France métropolitaine dans laquelle la commune est exposée à un climat de montagne ou de marges de montagne et est dans la région climatique Alpes du sud, caractérisée par une pluviométrie annuelle de 850 à 1 000 mm, minimale en été.
Pour la période 1971-2000, la température annuelle moyenne est de 9 °C, avec une amplitude thermique annuelle de 16,8 °C. Le cumul annuel moyen de précipitations est de 890 mm, avec 7,7 jours de précipitations en janvier et 5,2 jours en juillet. Pour la période 1991-2020, la température moyenne annuelle observée sur la station météorologique de Météo-France la plus proche, « Le Saix », sur la commune du Saix à 11 km à vol d'oiseau, est de 10,2 °C et le cumul annuel moyen de précipitations est de 865,4 mm. 
La température maximale relevée sur cette station est de 39,3 °C, atteinte le 23 août 2023 ; la température minimale est de −19 °C, atteinte le 7 février 2012,,.
Les paramètres climatiques de la commune ont été estimés pour le milieu du siècle (2041-2070) selon différents scénarios d'émission de gaz à effet de serre à partir des nouvelles projections climatiques de référence DRIAS-2020. Ils sont consultables sur un site dédié publié par Météo-France en novembre 2022.

## Urbanisme

### Typologie
Au 1er janvier 2024, Sigottier est catégorisée commune rurale à habitat très dispersé, selon la nouvelle grille communale de densité à 7 niveaux définie par l'Insee en 2022.
Elle est située hors unité urbaine et hors attraction des villes,.

### Occupation des sols
L'occupation des sols de la commune, telle qu'elle ressort de la base de données européenne d’occupation biophysique des sols Corine Land Cover (CLC), est marquée par l'importance des forêts et milieux semi-naturels (75,9 % en 2018), une proportion identique à celle de 1990 (75,9 %). La répartition détaillée en 2018 est la suivante : 
forêts (42,8 %), milieux à végétation arbustive et/ou herbacée (29,9 %), terres arables (15,9 %), zones agricoles hétérogènes (5 %), prairies (3,2 %), espaces ouverts, sans ou avec peu de végétation (3,2 %).
L'évolution de l’occupation des sols de la commune et de ses infrastructures peut être observée sur les différentes représentations cartographiques du territoire : la carte de Cassini (XVIIIe siècle), la carte d'état-major (1820-1866) et les cartes ou photos aériennes de l'IGN pour la période actuelle (1950 à aujourd'hui).

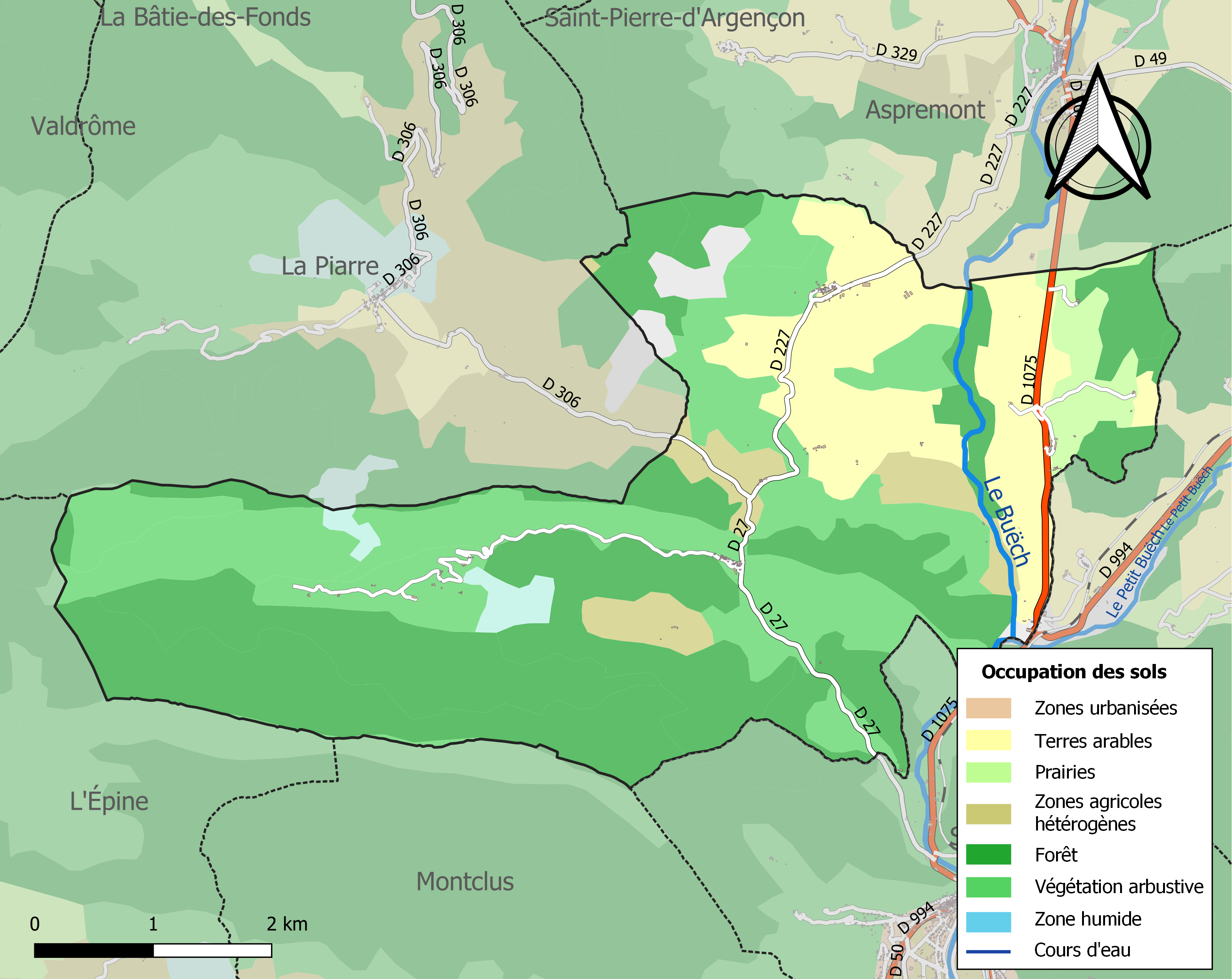
Carte de l'occupation des sols de la commune en 2018 (CLC).

## Toponymie
Le nom de cette localité, alors paroisse, se retrouve sous la forme latine Cigoterium Castrum vers 1100, du radical pré-indi-européen "Sig " pour Rocher. On le voit aussi sous les formes Cigoter en 1120 et en 1242, Cigottier au milieu du XIIe. Il prend sa forme Sigotier  (avec un "t") vers 1516, en occitan haut-alpin. Le deuxième "t" fera son apparition bien plus tard.
Du gaulois sego (« fort »), du provençal segure (« sûr ») appliqué à des lieux fortifiés ou bien protégés par la nature. On retrouve aussi la racine "Sik " ou "Sek" pour rocher ou montagne.

## Histoire
Au XVe siècle, Sigottier comptait 175 habitants. Au début du XVIIIe, la population est montée aux alentours de 300, pour redescendre graduellement à partir des années 1900 puis de plus en plus rapidement avec les guerres mondiales, et l'exode rural. On peut supposer que la population était liée à l'activité des mines de La montagne.
Aux XVIIe et XVIIIe siècles, les habitants de Sigottier étaient principalement des agriculteurs, mais le village avait aussi une mine de plomb argentifère.
La mortalité infantile était très élevée : un quart des enfants n'atteignaient pas même leur dixième année.
Dans une petite vallée où l'espace cultivable manque, l'élevage n'est guère plus satisfaisant.
Le village était aussi un important point de passage, le chemin de La montagne (qui passait près des mines, la route de la vallée n'existait pas encore) étant alors très fréquenté, c'était le chemin des colporteurs, qui était aussi un important passage de contrebande.
Les toits du village sont en tuile, mais au hameau de La Montagne, les toits resteront en chaume bien longtemps.
Sigottier a connu six seigneuries qui se sont fondues en une seule en 1670.

### Sentier des contrebandiers
Le sentier qui suit le torrent d'Arron fait le plaisir des randonneurs. C’était autrefois, un chemin bien connu des contrebandiers. Dans la région du Buëch, il y avait peu de routes, principalement des sentiers de colporteurs (la route de Serres-Montclus-L'Epine a été ouverte en 1806 et celle du Col de Cabre en 1836). Serres, ville de commerces et de passage, vu sa situation géographique, était pour ainsi dire incontournable pour les voyageurs venant de la Vallée du Rhône.
Si à cette époque, il n'y avait pas d'autoroute sur le royaume, le péages (taxes de passage) existaient déjà, et plus que tout, la gabelle (impôt sur le sel, monopole d’État sous l'Ancien Régime avec obligation pour chaque sujet du roi d'acheter tous les ans une certaine quantité de sel) existait depuis 1340.
À Serres se trouvait le dépôt de sel de la région, donc, obligation aux marchands de laisser le sel au dépôt avec la cascade de taxes qui l'accompagnait.
Pourquoi prendre un chemin onéreux, alors que sur une vallée parallèle, le passage est gratuit ? L’itinéraire le plus simple était : Montmorin -Col d'Arron -La Montagne - Sigottier -La Batie Montsaléon. De plus, il était facile de se camoufler à Sigottier, il y avait tellement de monde qui circulait entre La montagne et Le Village avec l’exploitation minière.
La route était alors un chemin à flanc de montagne sur le versant de l’adret, passant à proximité des mines (Montagne anciennement nommée l’Argentière du fait de la mine). On retrouve encore aujourd’hui des traces de ce chemin, même s’il n’est plus guère emprunté que par les chèvres.

### Activité minière
L'exploitation minière à Sigottier est avérée dès le XVIe siècle, probablement plus tôt. Certaines sources parlent même du XIIe siècle. Cela semble plausible car le Moyen Âge correspond à un temps fort de l’activité minière et métallurgique, mais nous n'avons pas traces écrites pour confirmer cette hypothèse.
L'activité semble s'arrêter et reprendre à plusieurs reprises. On tente d’y revenir et d'exploiter le zinc entre 1890 et 1931 mais l'opération ne se poursuit pas après guerre.
L'exploitation est située sur la montagne alors nommée « L'Argentière », sur la crête dans le prolongement du rocher Saint-Michel, avec des entrées du côté de Sigottier et également du côté de La Piarre ("Le Jallet"). La route du fond de la vallée n'existait alors pas et tout semble indiquer que l'accès à la vallée du torrent d'Arron et au lieu-dit « la Montagne », et donc aux mines, se faisait a flanc de montagne.
Il existe quelques témoignages historiques de cette exploitation minière :
Lorsque Lesdiguières fit de Serres son quartier général en 1581 : « On exploita activement les mines de plomb de Sigottier et de la Piarre ; les paysans furent requis pour y travailler et aussi, avec leurs mulets, pour le transport du minerai à la fonderie ». Durant les évènements des années 1580 Lesdiguière aurait donc stimulé une activité certainement préexistante pour approvisionner en plomb son armée. Il est donc probable que l’on exploitait déjà à ce moment-là, mais de façon plus confidentielle, le plomb et sans doute l’argent dans la région de Serres. La teneur de 1 ‰ en métal précieux font de la galène de ces gisements un minerai de plomb argentifère tout à fait honorable et aussi riche que celui de la mine d’argent du Fournel à l’Argentière-la-Bessée ou de celle de Vallauria à Tende.
Les quantités exploitées sont difficiles à estimer, car « Les communautés ne dévoilent aucun indice de prospérité ... de crainte de conséquences fiscales »
La fonderie aurait été située à Serres, sous le Portalet près des murailles de la ville.
L’exploitation aurait ensuite été abandonnée pour sa pauvreté, avant de reprendre selon certains témoignages : « Il existe une mine de plomb et d’argent que l’ancien seigneur du lieu avait découvert il y a environ 160 à 180 ans (vers 1660) et en continua l’exploitation assez longtemps ayant épuisé les bois de la commune et ceux des environs et fait sa fortune. Un évènement qui lui fit craindre pour ses jours, le déconcertère et il abandonna. » ,
La reprise du XVIIe siècle parait plutôt centrée sur le gîte de Beaume Rousse à la Piarre avec une exploitation pour le plomb et l’argent qui reprend vers 1660 et qui connait une regain d’activité vers 1690 pour approvisionner en plomb une armée. La fonderie alors utilisée était peut-être la même qu’au XVIe ou une autre ; il est en effet très facile de réduire la galène pour en retirer du plomb. Par contre l’extraction de l’argent nécessite des fourneaux spéciaux (coupellation) que seuls des métallurgistes expérimentés savent faire fonctionner. Au XVIIIe siècle, le gîte parait trop peu étendu pour justifier une reprise d’exploitation pour le plomb et l’argent.
Les sites d'exploitations semblent ensuite de nouveau avoir été abandonnés, pour des raisons certainement économiques.
Jean-Charles-François Ladoucette, préfet des Hautes-Alpes de 1802 à 1809 et fondateur de la Société d'études des Hautes-Alpes, mentionne les mines de Sigottier dans son livre Histoire des Hautes Alpes en 1848 :
"On a autrefois exploité à la montagne de I'Argentière le plomb argentifère, dont on prétend que la mine a été mal attaquée, construite sans soupiraux ni galeries d’écoulement. On ne connaît plus l'endroit de son gisement, quoiqu’il n’y ai guère plus de cent ans qu’elle ait été exploitée. Voici ce que j’ai recueilli de la catastrophe qui l'a anéantie:
Le seigneur du village, nommé de Bourg-Chenu, avait ouvert cette mine et en tirait des bénéfices assez confortables, lorsque le curé lui conseilla, pour les augmenter, de diminuer le salaire des ouvriers qui y travaillaient; ceux-ci, furieux, allèrent dans la nuit même saisir le curé, le portèrent sur la montagne, I'attachèrent à des fagots, y mirent le feu, et tant qu'il dura dansèrent autour du bûcher une ronde infernale; ensuite ils comblèrent le puits après y'avoir jeté leurs outils. Les coupables furent pris et jugés à Grenoble; un seul, leur chef, fut condamné à mort. On devait l'exécuter au lieu même du forfait. Après deux jours de marche, attaché au cheval d'un cavalier de maréchaussée, il parut si fatigué, qu'on le laissa coucher dans une écurie avec les fers aux pieds et aux mains. Doué d'une force prodigieuse, il parvint à les briser, et se sauva en mettant ses souliers à contre-sens, comme le raconte Cooper de ses sauvages. D'après l'empreinte de ses pieds sur la neige, on ne douta pas qu'il ne se dirigeât sur la Piarre. Le fugitif cependant entra dans le lit du torrent du Buëch, et, après trois lieues, arriva près de Veynes, dans une grotte où il passa trois jours, n'ayant que de la neige pour nourriture. L'autorité ne put s’en emparer; depuis lors, suivant la tradition, il se fit ermite, et quelques-uns prétendent que, livré aux remords, il apaisa la colère céleste et mourut même en odeur de sainteté.
Quoi qu’il en soit, on doit peu regretter la mine argentifère. Comment se procurerait-on le combustible nécessaire pour la reprise des travaux ? On n'a que les sapins du bois de Monsieur, qui appartenait au seigneur, dont les habitants se sont emparés et dont le circuit est de 800 à 4,000 mètres ; les fayards de la partie de bois communal appelé le grand vallon de Lubac d'Allous, d'une circonférence triple, contenant quelques sapins indispensables pour les constructions rurales ; enfin plusieurs taillis de chênes, fayards, érables, planes et aliziers.

Les schistes donnent ici des efflorescences salines qu’on croit être du sel de Glauber ; une source y est sensiblement imprégnée de ce sel. Près de là sont des pyrites martiales."
La fin du XIXe siècle et la reprise de l'activité minière permettra de redécouvrir les vestiges de ces exploitations, et connaître plus précisément leur étendue.
On retrouve alors de nombreux travaux anciens. En 1890, à Sigottier dans le quartier de l’Argentière, on signale une galerie ancienne de 40 m. En 1893, on déblaye une descenderie ancienne jusqu’à 30 m sous les affleurements. À ce niveau, un travers-bancs recoupe “une série d’étroits couloirs anciens s’étendant dans toute la partie riche du gîte”, un amas ne dépassant pas 40 à 50 m en direction. Un second travers-bancs percé 30 m plus bas a rencontré la base de ces ouvrages anciens. Sur l’autre versant, au Jallet (côté La Piarre), on a dégagé une ancienne descenderie sur 60 m de longueur. En 1930, on mentionne à Sigottier une petite galerie ancienne appelée « galerie de l’argent » car on y aurait trouvé, selon la tradition, de l’argent natif.
En 1892, la mine de Sigottier exploite le zinc et emploie alors 100 personnes, ce qui vaut au conseil municipal de voter l'implantation d'un bureau de tabac au village, qui, prospère, compte déjà plusieurs auberges.
Son activité stoppe en 1907. Malgré les recherches métalliques ultérieures, l'exploitation n'est plus rentable par rapport aux investissements.
Une prospection archéologique thématique, commencée en 1992, a permis de retrouver sur le terrain la plupart des sites miniers de la région, dont celle de Sigottier .

### Agriculture
Aux XVIIe et XVIIIe siècles, les habitants de Sigottier étaient principalement des agriculteurs, et la plupart avaient aussi un deuxième métier, comme muletier. Il transportaient des textiles fabriqués à Serres ou du minerai des mines. En hiver, ils travaillaient chez les chapeliers et cardeurs de Serres.
Au début des années 1700, la révocation de l'édit de Nantes entraina le départ des huguenots, ce qui ruina les ateliers de Serres et fit perdre leur deuxième emploi à beaucoup d'habitants, et entraina une extrême misère.
Avant les années 1800, les terres sont arides, caillouteuses, et les meilleures sont la propriété du seigneur. Les récoltes sont aléatoires, la technique agricole archaïque, les eaux difficilement domptables. Les denrées, dont une bonne partie sont prélevées pour taxes et impôts, manquent régulièrement et la faim est récurrente. L’hiver, une partie des habitants s'expatrie en Provence.

On retrouve quelques témoignages : 
"les habitants ne pouvaient plus subsister après avoir payé impôts et dîmes, la moitié d'entre eux étaient obligés d'abandonner leurs biens. La plus grande partie du territoire est située dans la montagne, entourée de part et d'autre de rochers ou de broussailles . le pays est extrêmement froid, la neige a causé la mortalité des blés, envahis d'ailleurs d'une mauvaise herbe appelée "ardenne". Les meilleures terres appartiennent au seigneur ou au forains de Serres" 
" Le sol possédé par les habitants est mauvais et ingrat, sujet aux ravins. Il se perçoit dans la communauté du blé froment, du méteil, de l’épeautre, quelque peu de légumes. Les arbres qui sont dans le terroir sont des noyers, qui, des années fournissent pour l’usage des habitants, d’autres non. Il y a quelques pommiers ou poiriers, et quelques pièces de vigne. Année commune, il manque des denrées comestibles dans la communauté à peu près un quart, les dimes, semences et devoirs seigneuriaux consommant la majeure partie de la communauté, et le seigneur ou prieur possèdent tous les fonds les plus précieux et les meilleurs, formant au moins le tiers du territoire ... La communauté est composée, en l’état, de 55 habitants (lire famille) il y en a 15 qui ont déguerpi par misère."

(Réponse de Sigottier-le commandeur du 28 février 1789 ; Archives départementales)
Les bêtes ont du mal à trouver leur pitance, sans parler des maladies qui sévissent. On y élève quelques bœufs et chevaux de labour, des porcs, des animaux de basse-cour, et surtout des ovins. On y trouve aussi des abeilles.

Pour arrêter cette misère, des mesures s'imposent, le problème de la déforestation est énorme mais au XIXe siècle, le charbon de bois est un revenu important et le supprimer est impensable, alors on préfère s'occuper des chèvres, considérées comme « un torrent dévastateur, qui porte la mort dans les campagnes » . 
Le baron Ladoucette, préfet des Hautes-Alpes de 1802 à 1809, n’aimait pas les chèvres, et si l’on en croit Joseph Michel, ancien greffier de paix à Gap, qui fut secrétaire de la Société d’études et relate le fait dans son petit « coutumier de Gap », le préfet, effrayé du nombre de chèvres élevées dans le département et les ravages qu’elles faisaient dans les cultures, notamment dans les forêts, avait trouvé le moyen radical d’en limiter les méfaits : tout propriétaire ou fermier élevant des chèvres avait l’obligation de mutiler ces animaux, en leur coupant une des pattes de devant à hauteur de l’articulation du genou. Puis, poursuivant une tradition fort ancienne, le 28 juin 1803, le préfet interdit l’introduction des chèvres dans les forêts, bois, landes et bruyères, dans les prairies artificielles, vignes et pépinières et réduit le nombre de chèvres qui saccagent les communaux, n’accordant de permis qu’aux malades et aux personnes dont on pouvait dire que la chèvre était la vache nécessaire.
Le bétail n’est pas à la fête, En plus, les prédateurs sont là : Les loups-cerviers, (lynx) plus rusés que les loups.
Le 24 janvier 1829, le préfet des Hautes-Alpes informait les maires que « les loups faisaient en plusieurs endroits des ravages si considérables qu’il était nécessaire d'user des moyens les plus efficaces pour les détruire (fusil, pièges, poisons) »
À cette époque, les montagnes abritaient encore des loups, des lynx, des renards, des ours et des sangliers. La peur, la faim et le commerce ont justifié la disparition de certaines espèces. La chasse vers 1830 était peu réglementée, c'était aussi une source de revenus et d'alimentation. La loi de 1790 encore en vigueur « autorisait la chasse aux filets, tolérait l'emploi des lacets et la chausse nocturne, les délits n'étaient passibles que de légères amendes, prononcées par les juges ordinaires et, le plus souvent, les contrevenants s'affranchissaient du paiement de ces amendes en exhibant un certificat d'indigence facilement obtenu. »
On dit des Hautes-Alpes vers le milieu du XIXe siècle que « nul département n'était placé dans des conditions météorologiques et topographiques aussi désavantageuses que celui des Hautes-Alpes, tantôt ravagé par la grêle et d'épouvantables orages, tantôt sillonné par d'impétueux torrents auxquels rien ne résistait, tantôt désolé par une sécheresse aride qui brûlait tous les biens de la terre, sans compter les gelées prolongées du printemps »

La technique agricole avant 1830 est archaïque : 
Le système de cultures suivi dans les Hautes-Alpes, ainsi d'ailleurs que dans les autres départements français, était au début du XIXe siècle le même que celui qui existait au Moyen Âge, en France et en Europe. Nulle connaissance dans l'art d'assoler les terres ou de varier les cultures; le champ qui, pendant cent ans, avait donné du froment, du seigle ou de l'orge, n'était jamais consacré à d'autres productions. La moitié des champs était en jachères. Nul procédé pour purifier les semences, nulle méthode pour suppléer au manque d'engrais. Les labours étaient effectués à l'aide d'une petite pointe de fer, mince et légère, qui ne faisait qu'effleurer la terre ; rares étaient les cultivateurs qui utilisaient l'araire. Les semailles étaient faites à la volée exclusivement, avec la même quantité de grains pour les terres maigres et les bonnes terres. On employait souvent deux quintaux métriques de semences par hectare, alors qu'on aurait pu en épargner les trois cinquièmes. La herse était peu connue, nos pères utilisaient un rouleau ou un fagot d'épines qu'on traînait sur les terres ensemencées.
En 1831 fut créée une ferme modèle à Gap (fermée en 1839 puis rouverte ensuite dans les années 1850), dans le but de promouvoir les nouveaux modes d'agriculture après des paysans locaux : culture alternée, jachère obligatoire… 10 jeunes gens de divers cantons étaient admis à la ferme comme élèves afin d'y apprendre les nouvelles techniques et de les rapporter ensuite chez eux, convaincus de leur efficacité. À partir des années 1830, les instruments agricoles vont évoluer et s'améliorer.
En 1844, le problème de la déforestation persiste : dans un rapport, Monsieur Delaphont inspecteur des eaux et forêts, dénonce les causes : exploitation du charbon de bois et le surpâturage des ovins. Ce qui laisse deviner l’état de la forêt et des parcours en montagne. La misère aussi persiste, pas seulement dans cette vallée. Il y a cette année-là, la création des greniers d'abondance (mise en réserve de grains pour éviter les famines).

En 1848, Ladoucette dit dans son livre :
"La population de Sigotier était, dit-on, plus considérable au seizième siècle, et jusqu'au milieu du dix-septième. Maintenant de 345 âmes, elle est dispersée entre trois montagnes stériles ne formant qu'une seule vallée étroite, où six canaux, qu’on a améliorés, arrosent 400 hectares de terre. Deux digues, sur la rive gauche du terroir d'Aiguebelle, ont ensemble 500 mètres de longueur; le Buëch en a emporté deux autres dont la reconstruction est nécessaire. Les progrès de l'agriculture sont sensibles a Sigotier qui a des vignes et des noyers. Les muriers commencent s’y introduire."
À cette époque, on cultive beaucoup le chanvre dans la vallée, utilisé pour les toiles de ménage et la corderie. Chaque habitation avait sa chènevière. Les jardins à consommation familiale augmentent et 1852 voit aussi le développement des cultures légumières.
La situation est encore toutefois précaire, et en fin d'hiver 1868-1869, les habitants de "La Montagne" vivent la famine. On retrouve une lettre d'un agriculteur à sa fille lui demandant de lui envoyer « au moins une sarge de blé » car la période est difficile. « nous avons épuisé nos ressources, nous sommes pour ainsi dire dans la misère ».
Puis, fin du XIXe siècle, début du XXe siècle, les conditions de vie s’améliorent. Il y a l’ouverture en 1892 d'un « tabac » à Sigottier en plus des auberges, l’activité minière bat son plein, le chemin qui vient de Montmorin est très fréquenté, les torrents sont endigués et la disette s'éloigne.
En 1841, la publication de Étude sur les torrents des Hautes Alpes de Surell vient mettre en ordre de nombreuses idées circulant déjà sur l'état de désolation des montagnes, en particulier concernant la déforestation et les conséquences sur les cours d'eau (crues destructrices). Cette époque voit un certain nombre d'initiatives de légifération sur le reboisement des montagnes, dont la plupart n'aboutissent pas. Finalement, le reboisement commencera en 1861, un démarrage foudroyant, avec des pépinières, le déblocage d'importantes subventions, la mobilisation de nombreuses personnes sur le sujet. Les ressources mobilisées sur le sujet sont colossales. L’État va même jusqu'à acquérir des hectares et des hectares de terrains à reboiser. Près d'ici, on pense notamment à la montagne de Saint-Genis (jubéo), dont l'ensemble de la combe a été rachetée par l'État autour de 1880.
La montagne reprend le dessus, les arbres repoussent, mais ce n'est pas la totale liberté. Il faut des essences commercialisables qui poussent vite. On plante principalement des pins noirs, ce qui explique aujourd'hui ces versants entièrement reboisés d'une essence qui n'est pas indigène.
En 1907, l'école est construite, il y a 210 habitants sur la commune. Puis, c’est la Première Guerre mondiale, l’activité de la mine cesse. Effet boule de neige : le "tabac" et les auberges sont contraints de mettre la clef sous la porte (la dernière en 1940).
Toutefois, en 1936, un grand changement dans la vie de tous les jours : l'électricité. Il faut attendre 1945 pour le téléphone.
Toute cette modernisation n’empêche pas la désertification des campagnes. Sigottier n'échappe pas à la règle, comme dans d'autres régions les jeunes vont à la ville… Seuls quelques agriculteurs restent et la modernisation des méthodes de travail, la rentabilité, changent toutes les traditions de culture et d'élevage les engrais et l'élevage hors sol permettent de réduire la surface pour un meilleur rendement.

## Économie
En 2015, Sigottier compte 21 entreprises implantées sur son territoire.
En 2015, le tissu économique de la commune de Sigottier est notamment composé de 3 entreprises de 1 à 9 salariés (soit 14,3 %) et 1 entreprise de plus de 10 salariés (soit 4,8 %) .
Dans le passé, le village a été bien plus important qu'aujourd'hui (population de 200 à 300 habitants jusque dans les années 1930, la population a commencé à diminuer dans les années 1850).
Il a notamment compté jusqu'à 3 auberges et un bureau de tabac, lorsque la mine était encore en activité.

## Politique et administration

### Liste des maires
| Période                                  | Période   | Identité               | Étiquette | Qualité                  |
| ---------------------------------------- | --------- | ---------------------- | --------- | ------------------------ |
| Les données manquantes sont à compléter. |           |                        |           |                          |
| mars 2001                                | mars 2008 | Marie-Christine Renaud |           |                          |
| mars 2008                                | mars 2014 | Jean-Marie Blanchard   |           |                          |
| mars 2014                                | mai 2020  | Michèle Reynaud        |           | Agricultrice exploitante |
| mai 2020                                 | En cours  | Jean Depeyre,          |           | Retraité                 |

### Intercommunalité
Sigottier fait partie :
- de 1993 à 2017, de la communauté de communes du Serrois ;
- à partir du 1er janvier 2017, de la communauté de communes Sisteronais-Buëch.

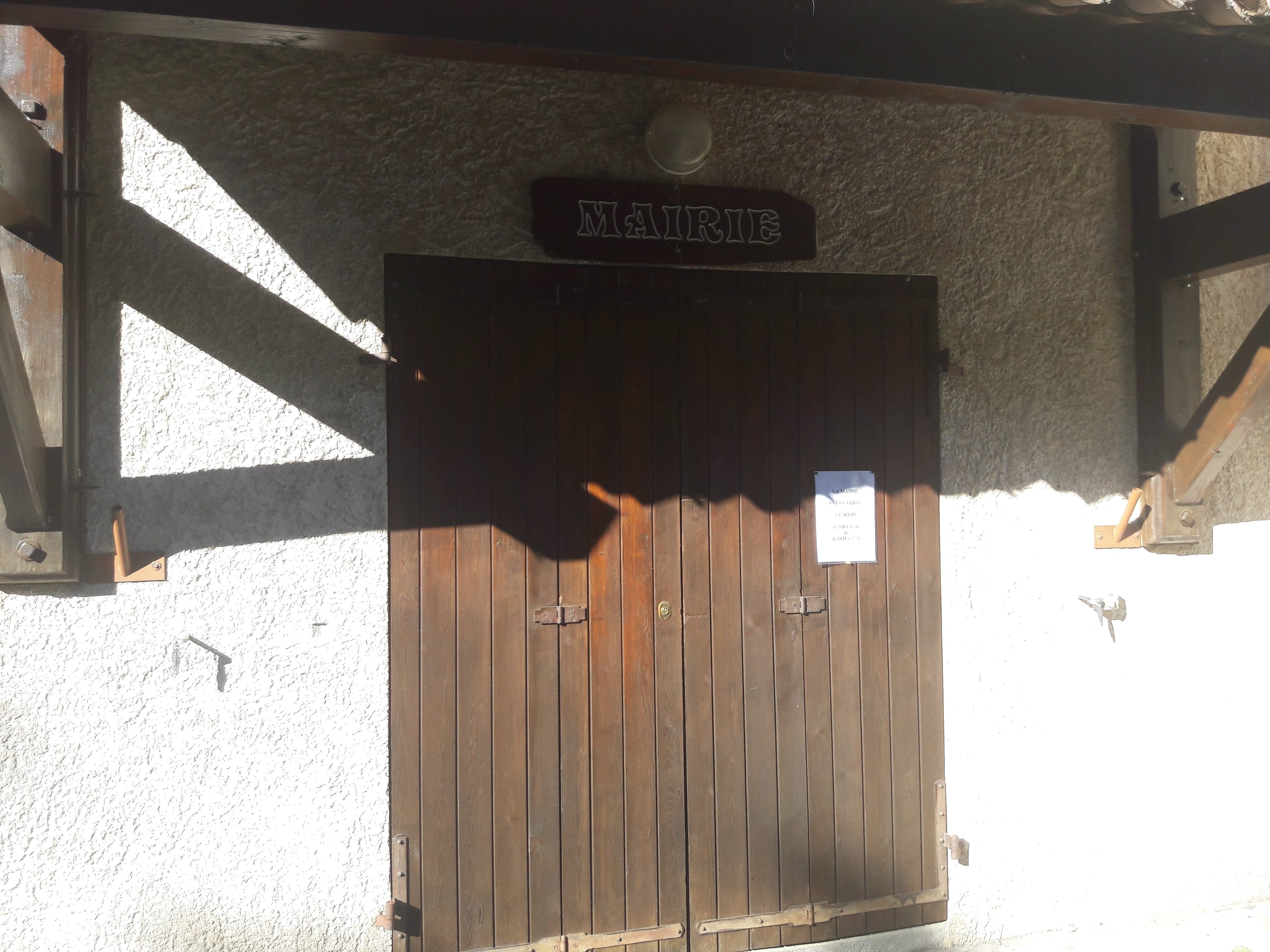
Entrée de la mairie de Sigottier.
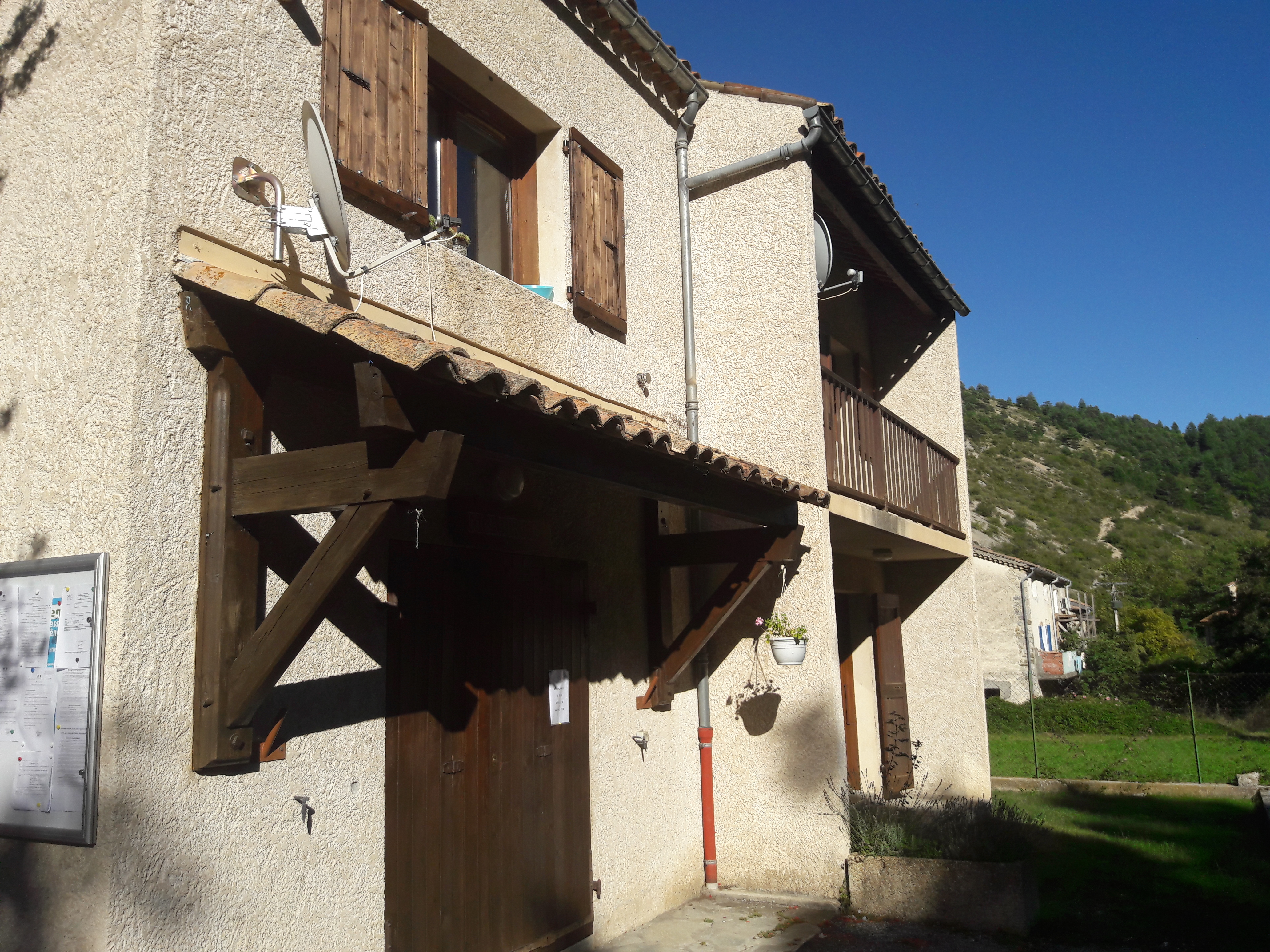
Bâtiment abritant la mairie de Sigottier.
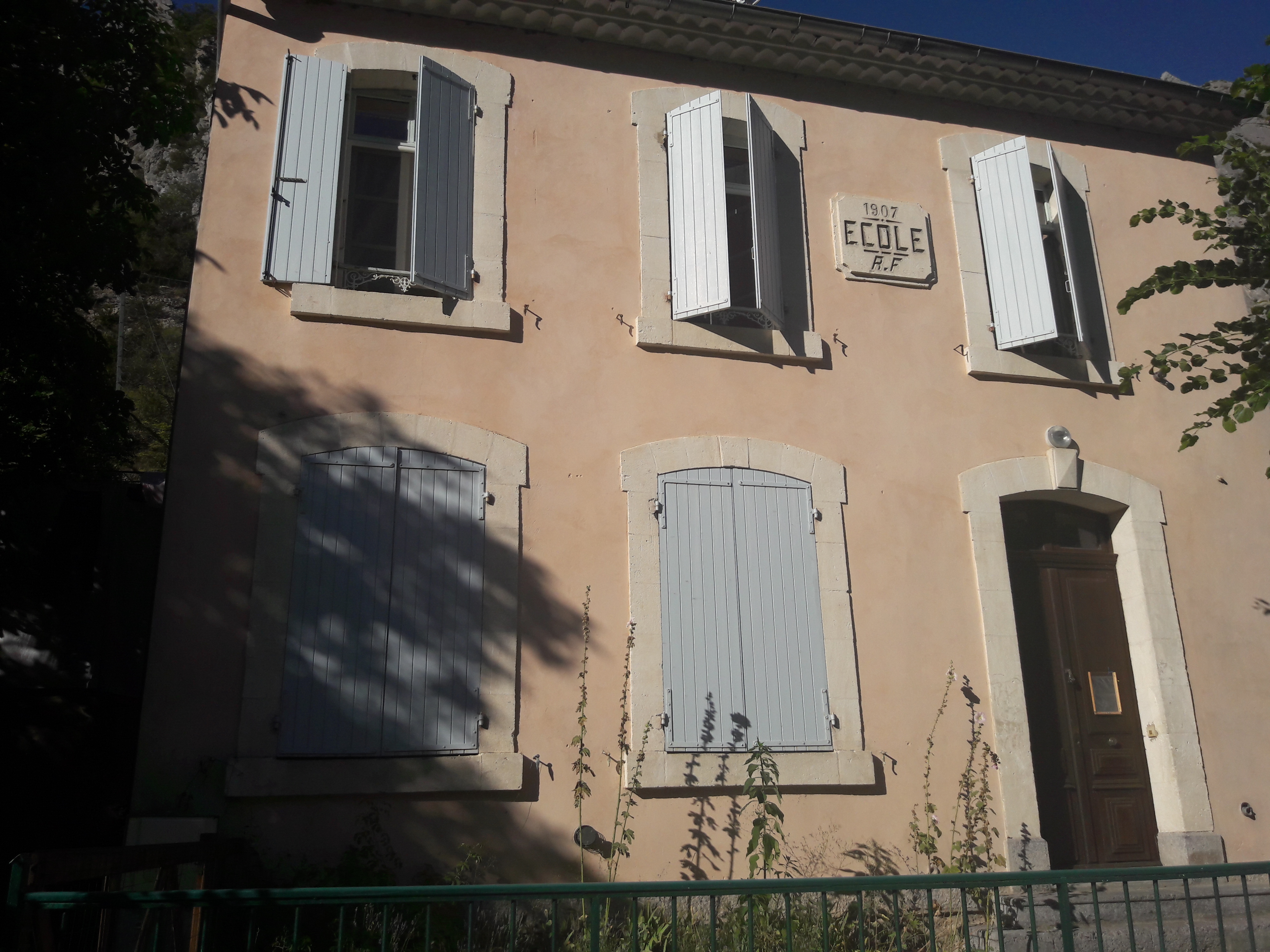
Ancienne école communale de Sigottier.

## Démographie
L'évolution du nombre d'habitants est connue à travers les recensements de la population effectués dans la commune depuis 1793. Pour les communes de moins de 10 000 habitants, une enquête de recensement portant sur toute la population est réalisée tous les cinq ans, les populations de référence des années intermédiaires étant quant à elles estimées par interpolation ou extrapolation. Pour la commune, le premier recensement exhaustif entrant dans le cadre du nouveau dispositif a été réalisé en 2005.

En 2022, la commune comptait 84 habitants, en évolution de −6,67 % par rapport à 2016 (Hautes-Alpes : +0,4 %, France hors Mayotte : +2,11 %).
| 1793 | 1800 | 1806 | 1821 | 1831 | 1836 | 1841 | 1846 | 1851 |
| ---- | ---- | ---- | ---- | ---- | ---- | ---- | ---- | ---- |
| 364  | 364  | 288  | 334  | 353  | 346  | 328  | 345  | 346  |

| 1856 | 1861 | 1866 | 1872 | 1876 | 1881 | 1886 | 1891 | 1896 |
| ---- | ---- | ---- | ---- | ---- | ---- | ---- | ---- | ---- |
| 335  | 300  | 306  | 301  | 293  | 308  | 312  | 261  | 240  |

| 1901 | 1906 | 1911 | 1921 | 1926 | 1931 | 1936 | 1946 | 1954 |
| ---- | ---- | ---- | ---- | ---- | ---- | ---- | ---- | ---- |
| 228  | 210  | 221  | 198  | 198  | 183  | 154  | 136  | 112  |

| 1962 | 1968 | 1975 | 1982 | 1990 | 1999 | 2005 | 2006 | 2010 |
| ---- | ---- | ---- | ---- | ---- | ---- | ---- | ---- | ---- |
| 81   | 81   | 66   | 57   | 69   | 74   | 68   | 67   | 79   |

| 2015 | 2020 | 2022 | - | - | - | - | - | - |
| ---- | ---- | ---- | - | - | - | - | - | - |
| 87   | 85   | 84   | - | - | - | - | - | - |

## Culture locale et patrimoine

### Lieux et monuments
- Église Saint-Laurent de Sigottier.

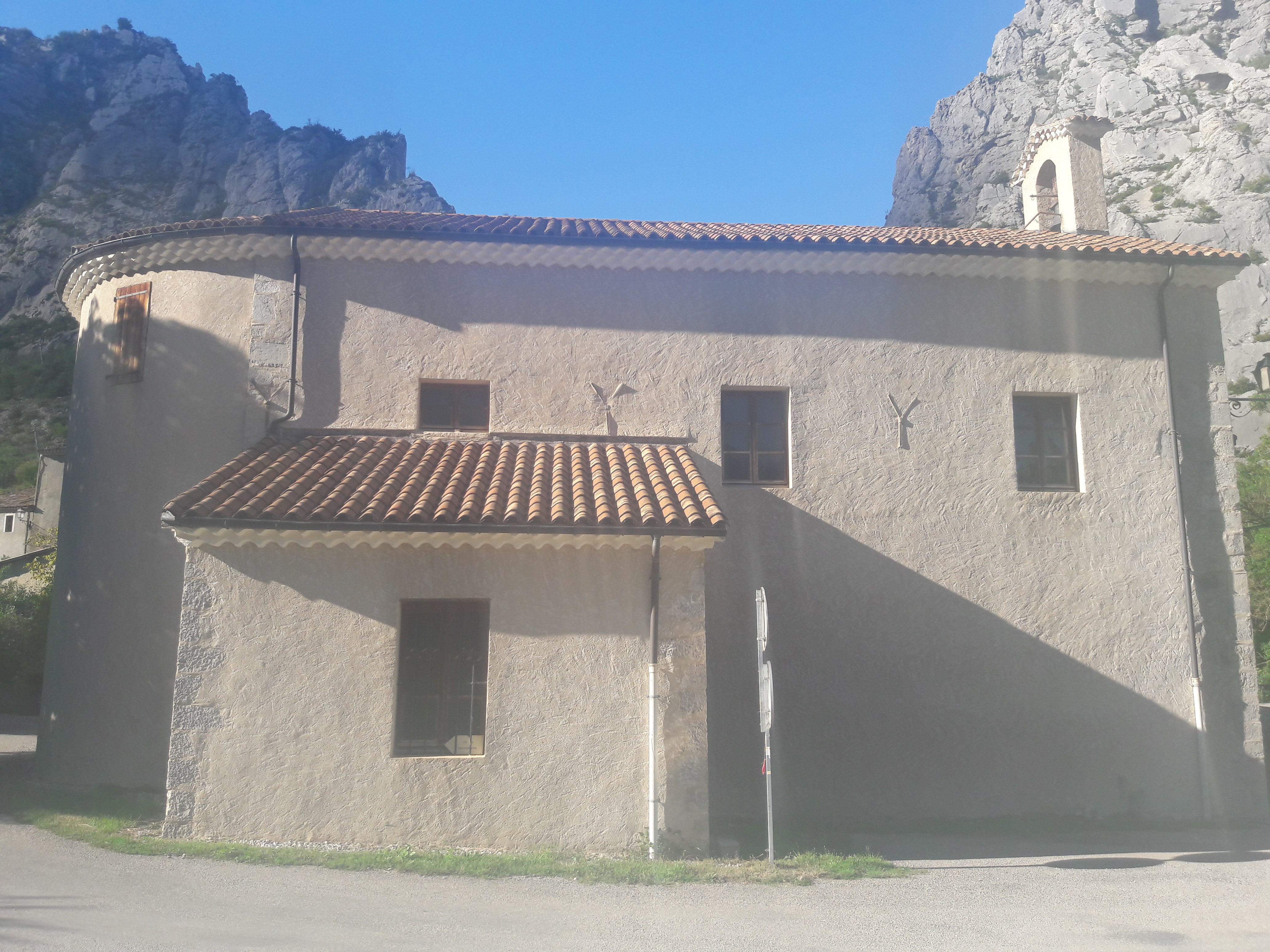
Église de Sigottier.

Les grottes préhistoriques : La crête d'Agnelle, de l'autre coté du torrent Aiguebelle, présente une série ce grottes ayant été habitées vraisemblablement de l'âge de pierre à l'âge du bronze. Elles sont peut-être le premier lieu d'occupation humaine du département. Elles ont été explorées par la Société d'études des Hautes-Alpes qui a pratiqué un premier sondage de la grotte "Grapelet" en 1890. La Société d'études publie dans son bulletin de 1896 le compte rendu des explorations et des découvertes de David Martin (silex, ossements, poteries, flèches…). Une étude plus approfondie de la grotte de Grapelet a été pratiquée ensuite par Louis Vesigne, relatée dans le bulletin de 1904.
Certaines des grottes, aux entrées basses et peu praticables, étaient des sépultures. Des signes laissent également envisager la pratique de l'anthropophagie (présence d'os calcinés, brisés).
Elles ont aussi pu servir de lieu de sépultures pendant un temps.
Après l'abandon de ces grottes, elles finiront par inspirer la crainte aux habitants et des légendes courront sur la présence du diable. La tradition populaire prétend que ces grottes sont habitées par le diable. Dans le langage vulgaire, Grapelet, c'est le diable, et on appelle les grottes : Tunès de Grapelet, c'est-à-dire Cavernes du diable ,. Est-ce pour contrer le diable que le rocher du village a été nommé Saint-Michel ?  

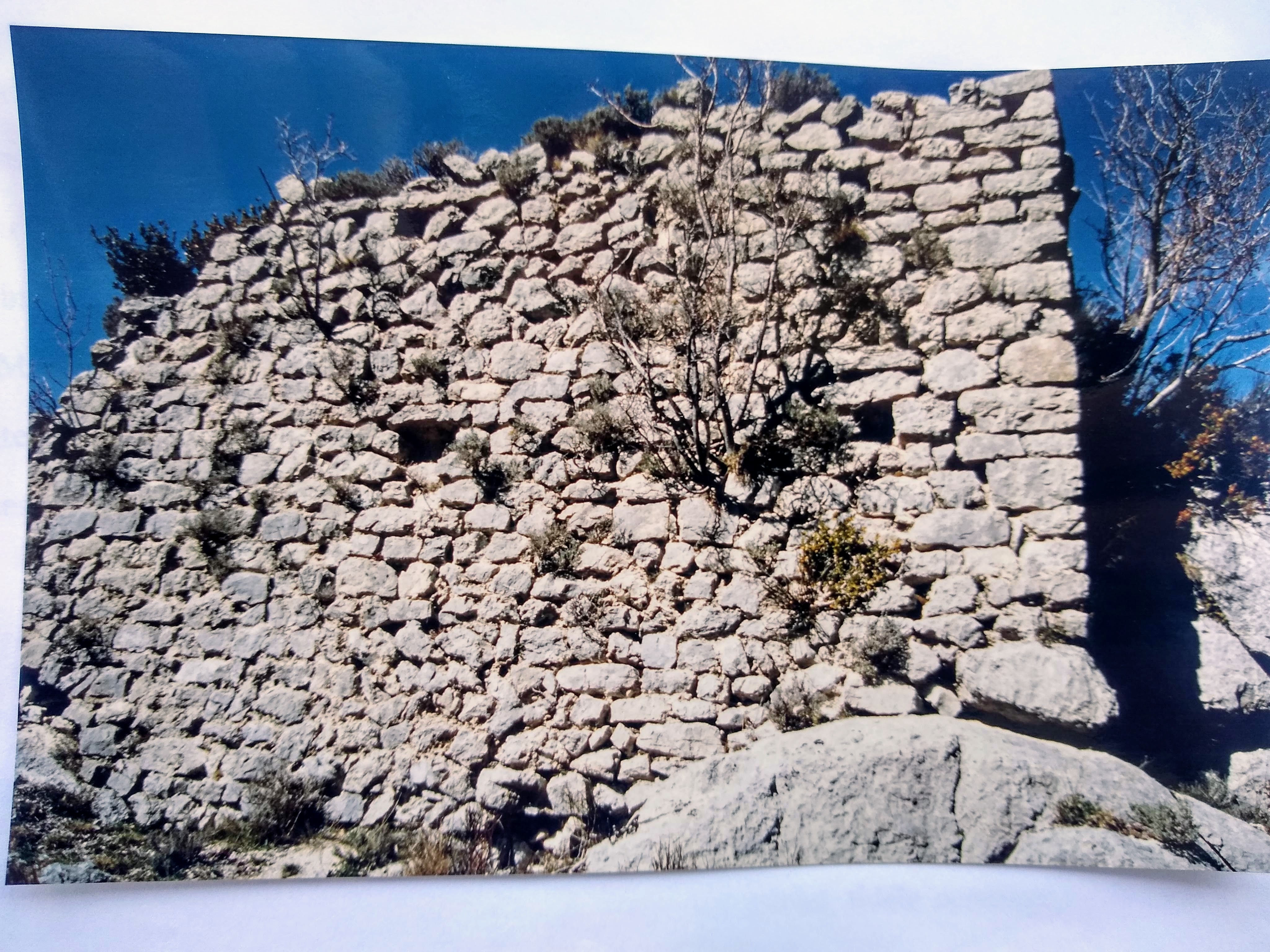
Ruines de l'ancien château de Sigottier

Le vieux château : Sur le rocher Saint-Michel, surplombant le village, se trouvent les ruines d'un château du XIIe siècle, visibles du village. En fait de ruines, il n'y a qu'un pan de mur restant de la chapelle, et quelques pierres entassées pour la tour de guet. De ce perchoir, on peut apercevoir la tour de Montrond, et, à l'époque, les châteaux de Serres. On ne sait si le château de Sigottier a été détruit en même temps que son voisin de Serres, sur ordre de Richelieu, ou bien s'il a simplement été abandonné du fait de son accès impraticable.

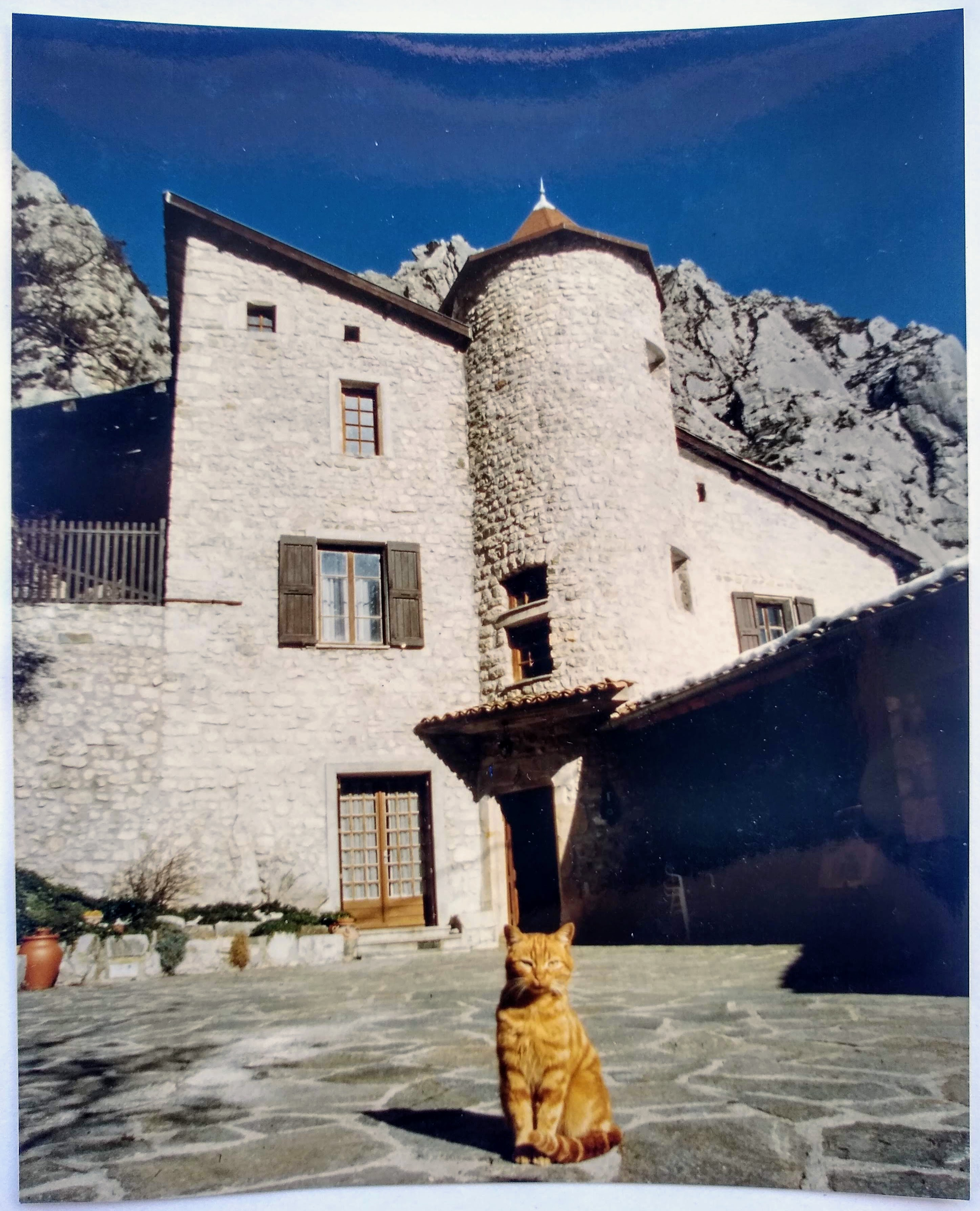
Nouveau château de Sigottier

Le nouveau château : C'est au XIVe siècle qu'apparait le château de Sigottier à l'entrée de la Cluse. Les habitations, elles, sont sagement abritées derrière ce château, entre le torrent d'Arron et le rocher Saint-Michel, sur le versant adret.
Les vestiges gallo-romains : Ils ont aujourd'hui disparu (recouverts par les éboulis ?) mais on en trouve une description en 1891 par l'abbé Fazzy.
Au dessus du village, jusqu'à la base du rocher Saint-Michel se trouve un terrain appelé le Fort. Pierres, buis, aubépines peuplent ce lieu. En haut de ce terrain, au nord ouest, se trouvait en 1891 une pierre circulaire, presque entièrement recouverte d'un éboulis, d'un diamètre d'environ 80 cm et d'une épaisseur de 40 cm. C'est une pierre taillée. À son centre un trou elliptique. C'est l'unique pierre qui, dans ce lieu inculte et retiré, ait été travaillée de la main de l'homme. Était-ce un autel romain ? Une pierre de sacrifice ? Un lieu d'offrande ?
À côté de cette pierre, un énorme monolithe renversé, une sorte de prisme triangulaire mesurant environ 5 mètres de longueur. Un menhir ? Une divinité gauloise ? Romaine ?

L'abbé Fazzy en parle ainsi dans son article du Bulletin de la Société d'études des Hautes-Alpes de 1891 : 
Le lieu où se trouvent ce monolithe et la pierre taillée n'a jamais été cultivée et ne pouvait l'être : il est aride, pierreux, sans fonds de terre, produisant cependant le chêne, l'aubépine, le buis et d'autres arbustes sauvages. Anciennement, ces espèces et d'autres encore, devaient y croître serrées et en abondance. N'ayant pas été fouillé par la main de l'homme, le sol a conservé les traces de sa destination primitive. Or, tout ce que nous y remarquons nous laisserait croire que ce fût un bois sacré où le polythéisme des temps passés accomplissait les cérémonies et les mystères de son culte.
La pierre ronde et travaillée était un autel romain. Il y avait chez les Romains trois sortes d'autels ; les uns servaient pour les victimes, les autres pour les libations et les derniers pour y déposer les vases sacrées et les offrandes. Ils étaient de toutes formes, ronds ou carrés, élevés ou non. L'autel pour les victimes avait une ouverture évasée au milieu par où le victimaire faisait, couler le sang. Il en était peut-être encore de même des autels, réservés aux libations. Dans les festins ou sacrifices; on buvait trois fois, aux divinités : 1° à Jupiter, sauveur ou conservateur, servator ou sospitator ou à la bonne santé ; (C'est de là que vient l'usage en France et ailleurs, de boire à la santé); 2° au bon génie ou à la bonne Fortune ; 3e à Mercure, pour avoir un bon sommeil. Du poète a exprimé cette coutume dans un vers :
" Ad usque tria pocula venerandos esse deos ».
Il est probable que dans ces circonstances le vin était répandu sur l'autel servant de mensa et coulait par l'ouverture pratiquée au centre. Mais très probablement l'autel que nous avons était réservé aux victimes. Il aurait donc servi pour le criobole ou immolation du bélier. Les autels tauroboliques servant également pour ce sacrifice, nous pourrions avoir ainsi une sorte d'autel taurobolique trilithe ou élevé sur une base quelconque,
Il est vrai que les autels romains étaient ornés de quelques sculptures, mais ici, on s'est contenté d'une pierre taillée en forme de table ronde, faute de ressources. Du reste, selon les circonstances, on s'en tenait souvent à la pierre brute.
Ce qui fait encore dire que cette pierre servait d'autel, c'est qu'elle est près du monolithe qui pouvait bien être une divinité des Gaulois ou même des Romains, car tous les peuples païens ont adoré la pierre et Rome possédait le temple de Jupiter Lapis.

Si le menhir est étendu sur le sol, c'est que le christianisme s'introduisant dans le pays, détruisit tout ce qui servait à l'idolâtrie. De plus les princes chrétiens firent des édits très sévères ordonnant la destruction de toutes les pierres levées, Petras stativas. Ainsi agirent Chilpéric et Charlemagne. Le menhir et l'autel sont au point de le plus retiré du terrain et presque dans un pli du rocher St-Michel.

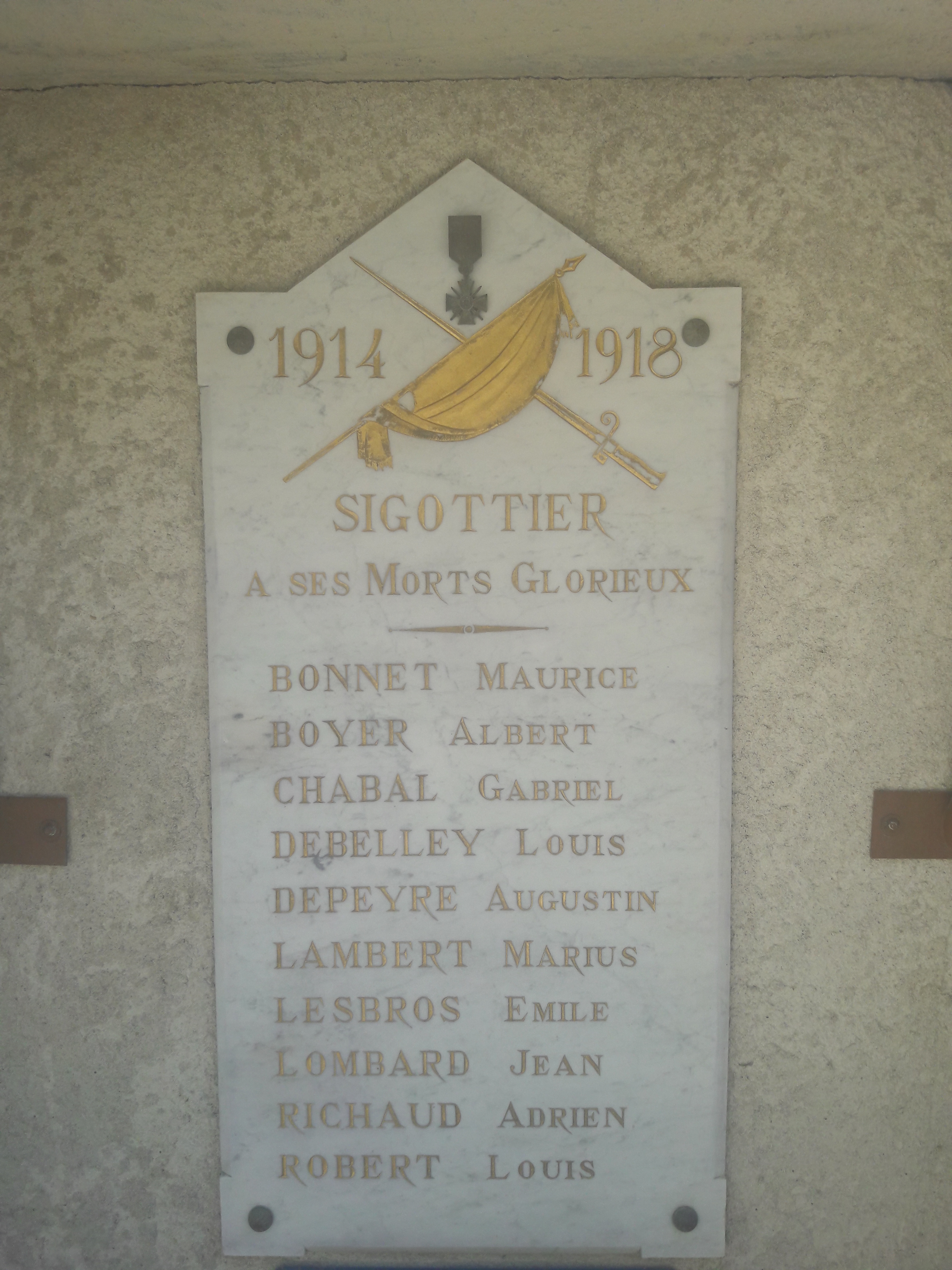
Plaque commémorative 1914-1918 de Sigottier.

### Personnalités liées à la commune
Alexandre Corréard (survivant du naufrage de la méduse, représenté sur le tableau de Géricault) était le petit fils de Gabriel Nicolas de Meissas, chirurgien et notable propriétaire de la maison La Pilhone (aujourd'hui L'Alpillone) à Sigottier.